# Píla, Pezinok
Píla este o comună slovacă, aflată în districtul Pezinok din regiunea Bratislava. Localitatea se află la altitudinea de 244 m deasupra n.m., se întinde pe o suprafață de 0,48 km2 și în 2017 număra 343 de locuitori.

## Istoric
Localitatea Píla este atestată documentar din 1602.

## Demografie
| An:                | 1994 | 2004    | 2014    | 2024    |
| ------------------ | ---- | ------- | ------- | ------- |
| Număr de persoane: | 233  | 278     | 323     | 371     |
| Diferență:         |      | +19,31% | +16,18% | +14,86% |

| An:                | 2023 | 2024   |
| ------------------ | ---- | ------ |
| Număr de persoane: | 367  | 371    |
| Diferență:         |      | +1,08% |